# (463990) 2014 WZ50
(463990) 2014 WZ50 es un asteroide perteneciente al cinturón de asteroides, descubierto el 9 de octubre de 1993 por el equipo Spacewatch desde el Observatorio Nacional de Kitt Peak (Arizona, Estados Unidos).